# バナスター・タールトン
初代准男爵サー・バナスター・タールトン（英: Sir Banastre Tarleton, 1st Baronet、1754年8月21日 - 1833年1月25日）は、イギリス軍の陸軍大将、政治家。バス勲位。
タールトンは恐らくアメリカ独立戦争中の従軍で最も良く記憶されている。ワックスホーの戦いで降伏した大陸軍兵士に発砲したと主張する大陸軍側の宣伝攻撃の中心に据えられた。ロバート・D・バスが1952年に出版した『緑のドラゴン：バナスター・タールトンとメアリー・ロビンソンの生涯』という出版物で、「血塗られたバン」という渾名が付けられ、当時の彼の渾名として今日の大衆文化で使われてきた。
タールトンはロイヤリストやイギリス兵には軽騎兵の傑出した指導者として持て囃され、優勢な敵に遭遇した時でもその戦術能力と決断力を称賛された。その緑の制服は1778年に占領していたニューヨークで結成した植民地部隊ブリティッシュ・リージョンの標準だった。タールトンの騎兵隊は「タールトンの襲撃者」と呼ばれることが多かった。
戦後、タールトンはリヴァプールからイギリス議会議員に選出され、著名なホイッグ党政治家になった。

## 生涯

### 青年時代
バナスター・タールトンは1754年、リヴァプールで商人、船主、奴隷貿易業者であり1764年にはリヴァプール市長をしていたジョン・タールトン(1718 - 1773)の7人の子供の4番目として生まれた。父はイギリス領アメリカ植民地との貿易で幅広い繋がりをもっていた。
タールトンは、ロンドンのミドル・テンプルで教育を受け、1771年にオックスフォード大学のカレッジ(en:University College, Oxford)に進み、弁護士として働く準備をしていた。1773年に父の死によって5,000ポンドの遺産を相続したが、1年も経たないうちにロンドンのココアツリー・クラブでの賭け事と女性でほとんどすべて摩ってしまった。1775年、第1近衛竜騎兵隊の騎兵士官職を金で買い、才能ある騎手と軍隊指揮官であることを証明してみせた。その傑出した能力だけで、それ以上の階級を購入する必要も無く中佐にまで昇進していった。

### アメリカ独立戦争
1775年12月、タールトンはアイルランドのコークから志願兵として北アメリカに渡った。アメリカ独立戦争を始める反乱が起こったばかりの時だった。チャールズ・コーンウォリスとともに南部の都市チャールストンを奪う遠征隊の一部として船で向かった。この作戦が失敗した後、ニューヨーク市のウィリアム・ハウ将軍が指揮するイギリス軍本隊に加わった。1776年に収めた功績によって騎兵隊の参謀長の地位を得た。
指揮官ウィリアム・ハーコート大佐の下で、タールトンはニュージャージーの大陸軍チャールズ・リー将軍の動きを探る偵察隊の一部を担った。12月13日の金曜日、タールトンはバスキング・リッジの1軒の家を取り囲み、家を燃やしてしまうと脅かしてまだガウン姿のリー将軍を降伏させた。リーは捕虜としてニューヨークに連れて行かれ、後に捕虜交換で釈放された。

#### チャールストン占領
タールトンは、騎兵と軽歩兵の混合部隊であるブリティッシュ・リージョン（またの名をタールトンの襲撃者）の指揮官となった後、1780年の初めにサウスカロライナに転進し、チャールストン占領を頂点とする作戦行動で指揮官ヘンリー・クリントン将軍に大きな貢献を果たした。この作戦は、イギリスに対する支援があると信じる南部植民地に注力してその主権を回復しようというイギリス軍の「南部戦略」の一部だった。

#### ワックスホーの戦い
1780年5月29日、タールトンは150騎の騎馬隊を引き連れ、エイブラハム・ビュフォード率いるバージニア地域大陸軍の350名なし380名の分遣隊に追いついた。ビュフォードは降伏を拒み、行軍を続けようとした。しかし多くの犠牲者を出したビュフォードは降伏を告げた。その直後に起こったことは今でも議論の種になっている。アメリカ側の証言では、タールトンが白旗を無視して捕虜を慈悲も無く虐殺したことになっている。結局113名の大陸軍兵が殺され、203名が捕虜になった。捕虜のうちの150名は重傷を負っており、その場に残さざるを得なかった。タールトン部隊の損失は5名が戦死、12名が負傷だった。イギリス軍はこの事件を「ワックスホー・クリークの戦い」と呼び、一方アメリカ側は「ビュフォード虐殺」あるいは「ワックスホーの虐殺」と呼んだ。
ロバート・ブラウンフィールドという大陸軍従軍医によるこの現場でのタールトンの行動に関する叙述では、ビュフォード大佐が降伏の白旗を掲げ、「文明社会の戦争で認められた通常の待遇を期待していた。」ビュフォードが命乞いをしているときに、タールトンの馬がマスケット銃弾を浴びて倒れた。このことでロイヤリストの騎兵たちは、反乱軍が命乞いしている間に自分達の指揮官を撃ったという印象を抱いた。怒ったロイヤリストはバージニア兵に襲い掛かった。ブラウンフィールドに拠れば、ロイヤリストが攻撃し、「最も残酷な野蛮人の最も見境の無い残虐行為でもそれまで無かったような無差別の大虐殺」を実行した。
タールトンの兵士は傷ついて横たわる大陸軍兵を突き殺した。タールトン自身の証言では、事実上虐殺を認め、彼の騎乗する馬が最初の突撃時に銃弾を浴び、彼が死んだものと信じ込んだ部下達が「簡単には止められないような報復の執念に」陥った。
ワックスホーの虐殺は大陸の革命家達の間で重大な反感の声となった。それまで多かれ少なかれ中立的な立場にいた者達まで、この虐殺を知った後は革命の熱心な支持者となった。戦争の残りの期間、「タールトンの慈悲」あるいは「無慈悲」という言葉は、イギリス軍やロイヤリストの兵士に慈悲を与えないことを意味し、大陸の愛国者達のスローガンになった。特に1780年10月7日のキングスマウンテンの戦いでは、大陸軍によるロイヤリストの虐殺に繋がった。この戦闘に参加した両軍の兵士は一人のイギリス軍士官を除いて全てが植民地人だった。

#### その後の南部戦線

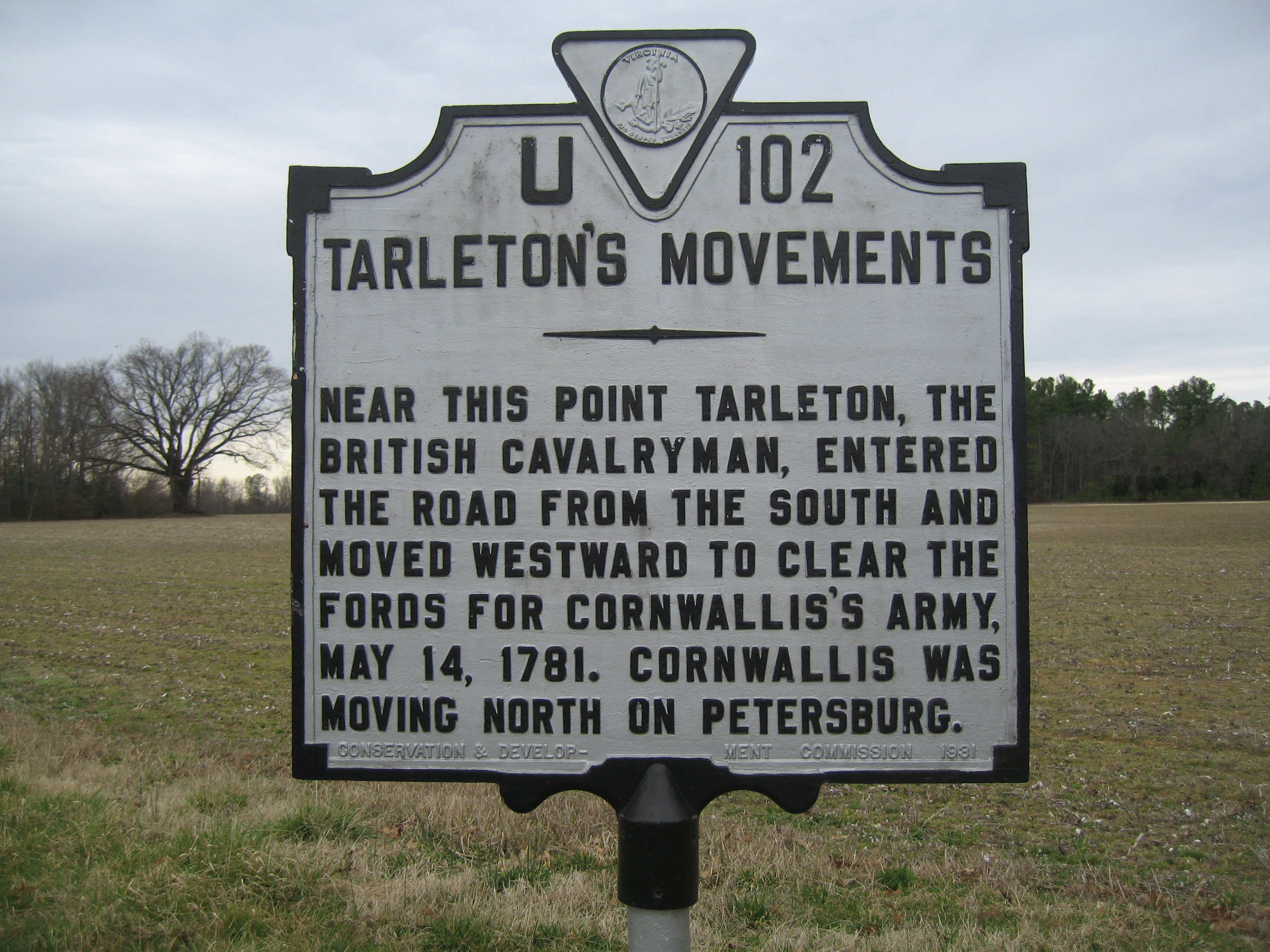
タールトンの行動を記す歴史道標、バージニア州アダムズグローブ

サウスカロライナにおけるタールトンの宿敵は大陸民兵隊の指揮官でゲリラ戦術を早くから実行したフランシス・マリオンだった。タールトンは一度もマリオンを捕まえたり無力化することができなかった。マリオンはサウスカロライナ住民の間で大きな人気を持ち続け、彼らの支援でゲリラ作戦を続けた。対照的にタールトンは地元住民に対する多くの残虐行為で市民から見放されていった。例えば、死んだ愛国者士官の農園で、タールトンは死体を掘り出させ、一方で未亡人には食事を供するよう要求した。マリオンの部下の一人がこの事件について後に書き記した。
このタールトンに関する記述は、トーマス・ジェファーソンが後に記したモンティチェロでのタールトンの行動によって表されたその性格とは対照をなしている。
タールトンは1780年8月のキャムデンの戦いでコーンウォリスが勝利するのをおおいに支援した。彼はフィッシング・クリークあるいはカトーバ・フォーヅで大陸軍のトーマス・サムター将軍と戦い完勝したが、11月にブラックストックヒルで再度まみえた時は、それほどの成功を収められなかった。続く1781年1月、個人的な勇猛さにも拘わらず、タールトン軍はカウペンスの戦いで大陸軍のダニエル・モーガン准将率いる部隊に事実上打ち破られた。タールトンは約250名の部下と共にかろうじて逃げおおせることができた。

タランツハウスでの小競り合いでは勝利し、1781年3月のギルフォード郡庁舎の戦いに参加した後、タールトンはコーンウォリスとともにバージニアに移動した。バージニアでのタールトンは小さな遠征を繰り返した。この遠征の中でも、当時のバージニア知事トーマス・ジェファーソンと議会議員を捕獲するために行った、シャーロッツビルの襲撃が特筆される。襲撃を知ったジャック・ジューエットが夜通し40マイル(64km)を駆けてジェファーソンと議員達に通報し、襲撃の一部は失敗した。議員7人の他はすべて逃げられたが、タールトンは武器や弾薬を破壊し、議会を蹴散らすという目的は果たした。他にも1781年7月にフランシスコの戦いがあった。これはピーター・フランシスコとタールトンの竜騎兵9騎との小競り合いであり、竜騎兵の1名が戦死、8名が負傷し、馬8頭が捕獲された。他にも任務をこなした後、コーンウォリスがタールトンにグロースター・ポイントを確保するよう指示を出した。しかし、この場所は1781年10月にヨークタウンとともに大陸軍に降伏した。タールトンは釈放されてイギリスに戻った。
ヨークタウンの降伏後、イギリス軍の指揮を執っていた士官全員が大陸軍の士官から食事に招待された。ただし一人を除いて。その一人とはバナスター･タールトンであった。

### 政治家としての経歴
1784年、タールトンは英国議会にリヴァプールの代表として立候補したが、接戦後に落選した。1790年、リチャード・ペナンの後を受けてリヴァプール選出庶民院議員に当選し、その後は1年間の空白を除いて1812年まで議員を務めた。タールトンはチャールズ・ジェイムズ・フォックス(en:Charles James Fox)の支持者だった。ただし、フォックスはアメリカ独立戦争におけるイギリスの態度に反対していた。タールトンは、軍事問題や他の議案に関わったが、特に奴隷貿易について議論を戦わせた。リバプール港が特に関係が深かったからである。タールトンは彼の兄弟であるクレイトンやトーマスが奴隷貿易に関わっていたので、その存続を支持し、廃止論者に対する野次や冷笑行為でよく知られるようになった。彼は通常野党側に立っていたが、1807年から1808年にかけて、フォックス=ノース連立内閣が成立すると、名目上の首班ポートランド公ウィリアム・ヘンリー・カヴェンディッシュ・ベンティンクの内閣を支持した。タールトンはその報酬でバーウィックとホーリー島の知事に任命された。
1794年、タールトンは少将に昇進し、1801年には中将、1812年には大将に任じられた。半島戦争ではイギリス軍総司令官に指名されることを期待したが、その役目はアーサー・ウェルズリーに渡された。彼はアイルランドやイングランドの各地で軍指揮官となった。1815年、タールトンは準男爵に叙せられ、1820年にはバス勲位を授与された。

### 余生
タールトンは1798年以降第4代アンカスター公爵の非嫡出の娘と結婚していたが、子供は無く、1833年にシュロップシャー州のリントワーディンで死んだ。ある期間、女優のメアリー・ロビンソン(en:Mary Robinson (poet))と同棲していた。この15年間にも子供は得られなかった。ロビンソンは1783年に流産していた。
タールトンの肖像画はジョシュア・レノルズとトマス・ゲインズバラによって描かれている。
バナスター卿（タールトン）は、「北アメリカ南部での1780年から1781年に至る作戦」(Campaigns of 1780 and 1781 in the Southern Provinces of North America (London, 1781))という書物を著した。この中で、カロライナにおける彼の行動を肯定的に描き、コーンウォリスの決断に疑問を呈している。これはロデリック・マッケンジー大佐の著書「タールトン中佐の批評」(Strictures on Lieutenant-Colonel Tarleton's History (1781))とコーンウォリスの手紙で批判されている。
タールトンは1833年1月、シュロップシャーのレイントワーディンで死んだ。。

## 2006年捕獲されたアメリカ軍旗が競売に付された
2005年11月、タールトンが1779年と1780年にアメリカ大陸軍から捕獲した軍旗が4つ、イギリス国内に保存されており、2006年にニューヨークのサザビーズで競売に付されるとの報道があった。このうち２つは、1779年に捕獲された第2大陸軽竜騎兵隊の部隊旗であり、他の2つは明らかにワックスホーの虐殺で捕獲された師団旗である。これらの軍旗はアメリカ独立記念日（2006年7月14日）の競売で落札された。

## 大衆文化の中で
ジョン・ペンドルトン・ケネディによる1835年の小説『ホースシュー・ロビンソン』の中で、アメリカ独立戦争の南部戦線を背景にした歴史物語を書いており、タールトンが現れて架空の登場人物と付き合う。タールトンは力強く幾分は強引な戦闘好きの性格で描かれており、騎兵隊の任務と名誉を重んじている。
タールトンはバーナード・コーンウェルの小説『イーグルを奪え』（原題 en:Sharpe's Eagle）では、主要人物のサウスエセックス連隊の大佐ヘンリー・シマーソンがタールトンの従兄弟と言われ、軍隊指揮官としては無能であるにも拘らず、タールトンの政治的コネを利用してその地位に対する支持を得ようとしている。
1985年の映画 Sweet Liberty（邦題『くたばれ!ハリウッド』）では、タールトンの役を俳優マイケル・ケインが演じ、情熱的で熱血的英雄として歴史学教授のマイケル・バージェス（俳優はアラン・アルダ）を当惑させる。
アメリカ独立戦争を描いた2000年の映画『パトリオット』の中でジェイソン・アイザックス演じるウィリアム・ダビントン大佐は、捕虜や無辜の市民を虐殺した残酷で加虐的な指揮官としてタールトンを元に作られている。劇中ダビントン大佐は村人を教会に閉じ込めて火を放ったとされており、悪名高い第二次世界大戦のナチ戦犯に匹敵する残虐行為としている。
この論議を呼びそうな演出に対し、リバプールの市長エドウィン・クラインがリバプールの「英雄」に対する誤解と誹謗だとして映画制作者に謝罪を要求した。
なお、「ダビントン大佐」は史実のタールトンとは異なり、クライマックスの乱戦の中でメル・ギブソン演じる主人公マーティン（上記フランシス・マリオンがモデル）との一騎討ちに敗れて死んでいる。
バナスター・タールトンは2006年の映画『アメイジング・グレイス』でも、キアラン・ハインズが演じ、イギリス議会で奴隷貿易廃止論者ウィリアム・ウィルバーフォースに反対する人物として描かれた。